# Haumea Corona
L'Haumea Corona è una struttura geologica della superficie di Venere.